# مجدی صدیق
مجدی صدیق (عربی: مجدي صديق؛ زادهٔ ۳ سپتامبر ۱۹۸۵) یک بازیکن فوتبال اهل قطر است.

## باشگاهی
از باشگاه‌هایی که در آن بازی کرده‌است می‌توان به الریان، السد، الخور، العربی قطر، السیلیه، الغرافه اشاره کرد.

## تیم ملی
وی همچنین در تیم ملی فوتبال قطر بازی کرده‌است.